# 陳家蓀
陳家蓀（英語：Ricky Chan，1946年1月9日—2019年9月8日）是香港資深導演、音樂人兼加拿大中文電台資深音樂節目主持。他最為人所認識的，除了是香港第一代搖滾音樂人、1970年代具爭議的電影《第一類型危險》的統籌，就是移民加拿大多倫多之後一早擔任老牌音樂節目《一起走過的日子》的主持。

## 生平
陳家蓀早年在香港的旺角、何文田一帶長大，1952年畢業於香港培正小學（幼稚園），1962年轉讀灣仔聖璐琦書院中三年級。1960年代中期，他曾與泰迪羅賓三兄弟（Robin、William和Raymond）、鄭東漢及陳國明六人合組樂隊、有“香港披头士”美譽的《Teddy Robin and the Playboys》，並在樂隊中擔任鍵盤手。樂隊獲邀在酒店內的夜總會表演賺錢。1970年代初，陳家蓀加入無綫電視擔任編導，製作多部膾炙人口的綜藝節目，包括有：《歡樂今宵》、喜劇節目《點只咁簡單》及《林亞珍》。之後他跨界進入電影圈，成功為多套他先前製作的電視節目及其角色的故事改成電影版，計有：《點只捉賊咁簡單》（1977年）、《林亞珍》（1979年）、《摩登土佬》（1980年，編導）等。1980年，陳家蓀離開無綫電視，出任影藝電影公司總經理，並統籌徐克導演的《第一類型危險》（原名《第一類危險》）的製作。1981年離開影藝，與胞妹苗可秀合組靈活廣告製作傳播公司。1982年。陳家蓀的公司製作了懷舊音樂電影《涼茶‧馬尾‧飛機頭》，由他親自編劇，重現香港在1960年代時的夾band歲月。1984年陳家蓀編導的《奸人鬼》，利用石堅的奸人形象來塑造一個好心鬼，成為石堅晚年多部代表作之一。
1990年代，陳家蓀移民加拿大，並於程乃根創立的多倫多華語電台任職。期後，陳家蓀加入加拿大中文電台，並主持長壽懷舊音樂節目《一起走過的日子》。多年來，陳家蓀一直支持音樂創作，並為多個由電台及同集團的新時代電視舉辦的歌曲比賽擔任評判。根據香港《蘋果日報》、《明報》和《東方日報》越洋訪問其電台同事、香港藝員林嘉華指：陳家蓀在7月時開始請假，但未有向同事透露自己患病。
2019年9月8日當地時間中午，陳家蓀因癌病於多倫多離世，終年73歲。

## 作品列表

### 電影
以下列表整理自香港影庫：
- 《我愛法拉利》（1994年，導演、編導）
- 《雙龍會》（1992年，演出）
- 《奸人鬼》（1984年，導演、編導）
- 《涼茶‧馬尾‧飛機頭》（1982年，編導）
- 《鯊魚燒賣》（1982年，策劃）
- 《第一類型危險》（1980年，策劃）
- 《摩登土佬》（1980年，導演、編導）
- 《林亞珍》（1978年，導演、編導）
- 《點只捉賊咁簡單》（1977年，導演、編導）
- 《大家樂》（1975年，演出）

### 電視
- 《點只咁簡單》（1976年，與編導張之珏、助導劉仕裕合作）

### 電台節目
- 《一起走過的日子》（am1430）[1]

## 家庭
陳家蓀共有五兄弟姊妹。他身為家中長子，二弟陳家寧，三妹陳咏嫺（藝名苗可秀），四弟陳家榮及五弟陳家旋。
他的首任太太是香港小姐孫泳恩，但婚後兩年離婚，二人並沒有子女。第二任太太蘇祈芳(已故)，育有一女，名陳曉童(Alison)。
他現任太太冼偉雯 Christine Sinn，繼子（Bernard Ling 凌子翔/凌枫）

## 外部連結
- 陳家蓀在香港影庫上的簡介